# Curubis (genre)
Pour l’article homonyme, voir Curubis .
Genre
Curubis est un genre d'araignées aranéomorphes de la famille des Salticidae.

## Distribution
Les espèces de ce genre se rencontrent au Sri Lanka et en Inde.

## Liste des espèces
Selon World Spider Catalog (version 18.0, 28/03/2017) :
- Curubis annulata Simon, 1902
- Curubis erratica Simon, 1902
- Curubis sipeki Dobroruka, 2004
- Curubis tetrica Simon, 1902

## Publication originale
- Simon, 1902 : Description d'arachnides nouveaux de la famille des Salticidae (Attidae) (suite). Annales de la Société Entomologique de Belgique, vol. 46, p. 24-56 & 363-406 (texte intégral).